# GullivAir
GullivAir (bulgarisch Гъливер) ist eine bulgarische Fluggesellschaft mit Sitz in Sofia und Basis am Flughafen Sofia.

## Geschichte
Die Fluggesellschaft erhielt am 25. September 2020 die Betriebslizenz (AOC) von der bulgarischen Zivilluftfahrtbehörde.

## Flugziele
GullivAir bot Linienflüge von Sofia nach Tirana (Albanien), Burgas (Bulgarien) und Skopje (Nordmazedonien) an, diese wurden aber 2022 eingestellt, seither führt GullivAir nur noch Charterflüge durch.

## Flotte

### Aktuelle Flotte
Die Flotte besteht mit Stand April 2025 aus zwei Flugzeugen mit einem Durchschnittsalter von 20,5 Jahren:
| Flugzeugtyp     | Anzahl | bestellt | Anmerkungen | Sitzplätze | Durchschnittsalter |
| --------------- | ------ | -------- | ----------- | ---------- | ------------------ |
| Airbus A330-200 | 2      |          |             |            | 20,4 Jahre         |
| Gesamt          | 2      | -        |             |            | 20,4 Jahre         |

### Ehemalige Flugzeugtypen
- ATR 72-600